# Dowództwo Wojsk Specjalnych
Dowództwo Wojsk Specjalnych (DWS) – były organ dowodzenia szczebla operacyjno-strategicznego powołany ustawą z dnia 24 maja 2007 roku o zmianie ustawy o powszechnym obowiązku obrony Rzeczypospolitej Polskiej oraz o zmianie niektórych innych ustaw, która weszła w życie z dniem 4 lipca 2007 roku. Z dniem 1 stycznia 2014 r. na podstawie art. 11 Ustawy o zmianie ustawy o urzędzie Ministra Obrony Narodowej oraz niektórych innych ustaw (Dz.U. z 2013 r. poz. 852) Dowództwo Wojsk Specjalnych zostało rozformowane a jego zadania przejęły i następcami prawnymi są Dowództwo Generalne Rodzajów Sił Zbrojnych oraz Dowództwo Operacyjne Rodzajów Sił Zbrojnych.

## Działalność
Zgodnie z ustawą DWS odpowiadał za dowodzenie, szkolenie i przygotowanie jednostek organizacyjnych Wojsk Specjalnych Rzeczypospolitej Polskiej do działań bojowych. Był częścią Wojsk Specjalnych, które są integralną częścią Sił Zbrojnych Rzeczypospolitej Polskiej. Zgodnie z ustawą z dnia 24 maja 2007 roku w odróżnieniu od pozostałych dowództw rodzajów Sił Zbrojnych RP DWS nie przekazywał podległych jednostek organizacyjnych Dowództwu Operacyjnemu Sił Zbrojnych na czas działań bojowych, był więc również dowództwem o charakterze operacyjnym.
Pomysłodawcą powstania instytucji kierującej jednostkami wojskowymi prowadzącymi walkę poprzez działania specjalne, dowodzącej żołnierzami tej specjalności wojskowej był gen. dyw. Jan Kempara żołnierz m.in. JW 4101 (w tym czasie 1 Batalion Szturmowy) i Zarządu Rozpoznania i Walki Radio-Elektronicznej Sztabu Generalnego Wojska Polskiego (obecnie Zarząd Analiz Wywiadowczych i Rozpoznawczych P-2 SG WP).
Dowództwo Wojsk Specjalnych powołano Decyzją Ministra Obrony Narodowej w dniu 1 stycznia 2007 a usankcjonowano ustawowo 24 maja 2007 roku. Dowództwo sformowano głównie w oparciu o personel (ujęty w etacie w tym samym czasie podlegającemu rozformowaniu) Szefostwa Działań Specjalnych (będącego częścią struktury Sztabu Generalnego Wojska Polskiego) oraz oficerów dowództw, sztabów jednostek wojskowych przeznaczonych do walki specjalnej.
Siedziba Dowództwa WS znajdowała się w Garnizonie Kraków w Krakowie – Pychowicach. Dowódca Wojsk Specjalnych podlega bezpośrednio Szefowi Sztabu Generalnego Wojska Polskiego. DWS w nazewnictwie NATO jest nazwane POLSOCOM.
Dowództwo podpisało umowy dwustronne z UJ i AON o szkoleniu kadr i współpracy dydaktyczno-badawczej.
Głównym partnerem Dowództwa Wojsk Specjalnych od czasu jego powstania było powołane w 1987 roku Dowództwo Operacji Specjalnych USA (USSOCOM). 19 lutego 2009 roku w Krakowie Sekretarz Obrony Stanów Zjednoczonych Robert Gates i Minister Obrony Narodowej Bogdan Klich podpisali Porozumienie o Współpracy pomiędzy United States Special Operations Command i Dowództwem Wojsk Specjalnych. Polska powołała dowództwo dedykowane operacjom specjalnym jako 9 państwo spośród członków Organizacji Traktatu Północnoatlantyckiego.

## Obsada personalna DWS
Dowódcy Wojsk Specjalnych:
- gen. dyw. Edward Gruszka (1 I 2007 – 15 VIII 2007)
- gen. dyw. Włodzimierz Potasiński (15 VIII 2007 – † 10 IV 2010)
- gen. bryg. Marek Jerzy Olbrycht (p.o. 10 IV – 15 VIII 2010)
- płk / gen. bryg. Piotr Patalong (15 VIII 2010 – 31 XII 2013)

Zastępca Dowódcy Wojsk Specjalnych
- gen. bryg. Marek Olbrycht (I 2007 – 29 IX 2010)

Szefowie Sztabu – Zastępcy Dowódcy Wojsk Specjalnych:
- gen. bryg. Kazimierz Wójcik (do 16 VIII 2011)
- płk/gen. bryg. Jerzy Gut (od 16 VIII 2011)

Szefowie Sztabu Wojsk Specjalnych:
- płk / gen. bryg. Piotr Patalong (X 2008 – 16 VIII 2010)

## Jednostki wojskowepodlegające DWS
- Jednostka Wojskowa AGAT
- Jednostka Wojskowa Formoza
- Jednostka Wojskowa GROM
- Jednostka Wojskowa Komandosów
- Jednostka Wojskowa Nil
- 7 Eskadra Działań Specjalnych (jedynie dowodzenie operacyjne)

## Operacje
DWS dowodziło żołnierzami WS będącymi w składzie PKW Irak oraz komandosami będącymi w składzie PKW Afganistan.